# Németh András (orvos)
Németh András (Szeged, 1924. július 8. – Szeged, 1999. október 10.)  orvos, címzetes egyetemi tanár, az első magyarországi (kelet-közép-európai) veseátültetést végző sebész, urológus, amatőr filmes, író.

## Élete
Iskoláit Szegeden végezte, 1942-ben érettségizett a Baross Gábor Gimnáziumban, ezt követően 1942-től 1948-ig folytatta egyetemi tanulmányait. A II. világháború alatt (1944-1945) hadikórházban kellett szolgálatot teljesítenie, és a III. évfolyam megkezdése előtt még fél éves szovjet hadifogságot is el kellett szenvednie. Orvosdoktori diplomáját 1948-ban nyerte el a Szegedi Tudományegyetem Orvosi Karán, s ez évtől kezdődően dolgozott a szegedi Sebészeti Klinikán nyugdíjba vonulásáig. Sebész szakorvosi képesítést szerzett 1952-ben, majd 1954-ben urológus szakorvos lett. 1954-ben az urológiai osztály vezetőjének nevezték ki, 1958-ban adjunktussá léptették elő, 1971-től egyetemi docens, 1991-től címzetes egyetemi tanár. „A veseátültetés” című kandidátusi értekezését 1969-ben védte meg, ettől kezdve az orvostudomány kandidátusa tudományos fokozattal rendelkezett.
Részt vett az orvosi karon az 1956-os forradalomban, aminek következtében 1957-ben néhány napra közbiztonsági őrizetbe vették. Az egyetemen emiatt fegyelmi eljárást indítottak ellene, melyben szóbeli feddés fegyelmi büntetést kapott 1957-ben. Ezt a tényt a párt a későbbiekben többször fölhasználta ellene, például erre hivatkozva akadályozta a Debreceni Orvostudományi Egyetem urológiai tanszékének vezetésére beadott pályázatát.

## Szakmai érdemei
Szakmai tevékenysége során mindvégig a magyar urológiai sebészet élvonalának személyisége volt. Munkatársaival együtt (Gál György és Pintér Imre) megszerkesztették az első hazai művese készüléket, mellyel 1954-ben – hazánkban elsőként -, elkezdték kezelni az akut urémiás betegeket.
Kollégáival együtt 1958-ban elkezdte a transzplantációs állatkísérleteket kutyákon. 1962-ben ösztöndíjas állást kapott a londoni Postgraduate Medical Schoolban. Az ösztöndíj eredetileg egy évre szólt volna, de politikai okokból (ötvenhat miatt) csak fél évet tölthetett Angliában. Így került a Dempster vezette kísérletes és klinikai osztályra, és az általa végzett negyedik emberi veseátültetésben első asszisztensként vett részt. A londoni tapasztalatok alapján 1962. december 21-én elvégezte az első hazai veseátültetést krónikus glomerulonefritisz végstádiumában lévő 26 éves férfin. A vesét a beteg 21 éves egészséges öccse adományozta. 1966-ban adta be "A veseátültetés" című kandidátusi disszertációját, amelynek védését – szakmai féltékenység és politikai okot miatt – csak 1969.(!) február 28-ra tűzték ki. Az akkori Kelet-Németországba (NDK-ba) meghívták, hogy első asszisztensként vegyen részt az ottani első vesetranszplantációban, melyre 1966. április 25-én került sor Halléban, az operatőr Heinz Rockstroh volt. Kísérletes munkájában a vesetárolás és vesekonzerválás kérdésével foglalkozott. A transzplantációs munka folytatását szakmai féltékenység és politikai indíttatású korlátozás akadályozta meg.
Úttörő tevékenységet folytatott a hólyag és a prosztata rákos betegségeinek sebészetében. 1958-ban tbc-s zsugorhólyag esetében ő végezte hazánkban az első hólyagpótló műtétet vékonybéllel, később hólyagrákos esetekben is alkalmazta ezt az eljárást. Emellett foglalkozott uro-onkologiai kérdésekkel, az urogenitalis infekciók antibiotikum kezelésével, a vesico-ureteralis reflux problematikájával.
42 éves klinikai működése során orvostanhallgatók százait oktatta. „Urológia” című egyetemi jegyzete 1978-ban jelent meg.

## Amatőrfilmes és író
Készített oktató filmeket, amelyeket tantermi előadásai során vetített, és készített amatőr játékfilmeket. Filmjei közül öt hazai illetőleg nemzetközi fesztiválon is díjat nyert. A Magyar Amatőrfilm Szövetség alapító tagja, 1966-ban elnöke volt.
Hat kötete jelent meg, a „Tétova esztendő” című önéletrajzi regényéből két rádiójáték készült. A Magyar Írószövetség 1997-ben felvette tagjai sorába.

## Sport eredmény
- Délkerületi rúdugró csúcs (370 cm) 1952.
- Egyetemi Dolgozók Atlétikai Klubja, NB I-es röplabda csapat tagja, 1954.

## Kitüntetései
- Kiváló újító, bronz fokozat, 1961.
- Pro Urbe – Szeged, 1997.
- Magyar Köztársasági Érdemrend tisztikereszt, 1998.
- A Szegedért Alapítvány tudományos kuratóriumának díja, 1999.

## Emlékezete
- Dr. Németh András professzor domborművének avatása. Sebészeti Klinika, Szeged, 2000. október 10.
- „Fortitudo” – emlékest Németh András (1924-1999) születésének 80. és halálának 5. évfordulója tiszteletére. Szeged, Bálint Sándor Művelődési Ház, 2004. október 8.
- Emlékkiállítás 2017. november 16. és 2018. január 31. között a Szegedi Tudományegyetemen
- Németh András symposium a magyarországi első veseátültetés 50. évfordulója alkalmából, 2012. szeptember 13. A Magyar Sebész Társaság 61. Kongresszusa, Szeged, 2012. szeptember 13-15.
- Németh András emlékülés, 2012. november 23. A Magyar Transzplantációs Társaság XIV. Kongresszusa, Szeged, 2012. november 22-24.
- 60 éve történt az első hazai veseátültetés – ünnepi megemlékezés. Sebészeti Klinika, Szeged, 2023. január 20.

## Művei

### Legfontosabb tudományos közleményei (válogatás)
- Németh A., Pintér I., Gál Gy.: Eine einfache Kunstniere. Z. Urol. 1956, 49: 535-545. p.
- Gál Gy., Németh A.: Vérkeringésbe kapcsolható, hazai előállítású "művese". Orv. Hetil. 1960, 101: 765-769. p.
- Németh A., Petri G., Gál Gy. és mtsai: Vese-homotransplantatio két testvér között. Orv. Hetil. 1963, 104: 2017-2023. p.
- Ormos J., Németh A.: Morphologische Beobachtungen bei der menschlichen Nierentransplantation. Virchows Arch. path. Anat. 1964, 337: 395-406. p.
- Németh A.: A veseátültetés. Kandidátusi értekezés. Szeged, 1966. 205 p.
- Németh A.: Hazai emberi veseátültetések tapasztalatai az immunsuppressiós kezelések terén. In: Petrányi Gyula, Petrányi Győző, Benczúr M., Jánossy Gy.: Transplantatios immunologia. Bp. 1971. Akadémiai Kiadó. 195-204. p.
- Németh A., Kapros K., Baradnay Gy. és mtsai: Egyszerű kísérletes vesetárolás 24, illetve 48 órára. Orv. Hetil. 1972, 113: 2279-2280. p.
- Németh A.: Vizsgálatok 5 évet túlélt húgyhólyagrákos betegeken, radicalis műtét és béllel történt hólyagpótlás után. Orv. Hetil. 1974, 115: 1827-1829. p.
- Németh A.: A nem specifikus gyulladások. In: Az urológia válogatott fejezetei. 1. köt. Szerk.: Magasi P. Bp. 1977. Petőfi Ny. 123-190. p.
- Németh A.: Urológia. Egyetemi jegyzet. Szeged, 1978. Fővárosi Ny. 369 p.
- Németh A.: A SZOTE Sebészeti Klinika Urológiai Osztályának története. – Az urológia négy évtizede Szegeden. Szerk. Scultéty Sándor, Szeged, 1994. SZOTE Ny. 49-69. p.

### Szépírói munkásság
- Tétova esztendő (Önéletrajzi regény), Budapest, 1988. Magvető Kiadó. 324 p.
- Nemzetőr voltam Szegeden (emlékezés), Szeged, 1991. DÉMÁSZ Ny. 42 p.
- Tétova esztendő (Önéletrajzi regény), 2. kiadás. Szeged, 1996. Agora Print Kft. 324 p.
- A nap szembenéz a holddal (Novellák), Szeged, 1996. Agora Print Kft. 284 p.
- Az elhagyott hadikórház. Rádiójáték, 1996. Ismétlés: 1997. és 2015. (Kossuth Rádió)
- Senki katonája. Rádiójáték, 1997. Ismétlés: 2001. (Kossuth Rádió)
- 79 nap remény. Az első magyar veseátültetés története. Szeged, 1997. Bába és Tsai Kft. 120 p. Online hozzáférés
- A kopott nyaklánc (Novellák), Szeged, 1998. Bába és Tsai Kft. 271 p.
- Mostohafiak (Emberi történetek), Szeged, 1999. Bába és Tsai. 192 p.

### Díjnyertes filmek
- Szívműtét (film, 1961), IX. Amatőrfilm Seregszemle, Különdíj, 1961.
- Még egy ember (film, 1964), Országos Amatőrfilm Fesztivál, 3. díj, 1964.
- Fortitudo (film, 1965), Országos Amatőrfilm Fesztivál, 3. díj, 1965.
- Ülés avagy értekezlet (film, 1966), (1) Országos Amatőrfilm Fesztivál, Aranydíj, 1966.; (2) Amatőrfilm Fesztivál, Rapallo, Különdíj, 1967.; (3) Nemzetközi Amatőrfilm Fesztivál, Nizza, Különdíj, 1970.
- A pék (film, 1967), (1) Országos Amatőrfilm Fesztivál, Nagydíj, 1967.; (2) I. Országos Néprajzi Filmszemle, Arany Oklevél, 1968.